# 삼성전자
삼성전자(三星電子, 영어: Samsung Electronics Co., Ltd.)는 대한민국의 반도체, 전자제품, 디스플레이와 통신장비, 전자 부품들을 설계, 제조하는 종합 반도체 기업으로 경기도 수원에 본사를 두고 있다. 휴대폰과 노트북 등의 소비자 전자제품, 에어컨과 냉장고의 가전제품, 디스플레이와 통신 장비, 컴퓨터, 사무용 제품의 제조, 메모리 반도체, 그리고 제조인 파운드리 사업을 중심으로 한 종합 반도체와 디스플레이, 전자 부품 제조 사업을 하고 있다.

## 사업 분야
- 2021년 12월 조직개편을 통해 CE부문과 IM부문을 DX부문으로 통합하였다.
- 추가로 삼성 갤럭시 시리즈를 DX부문으로 추가를 했다
- 엑시노스, 아이소셀, 메모리를 DS부문으로 바꿨다.
  - harman부문은 사운드(JBL, AKG), 하만카돈, 마크 레빈스, 아캄, dbx, 렉시콘, Infinity으로 통합하거나 추가했다.

삼성전자의 사업 분야는 제품의 특성에 따라 CE 부문(Consumer Electronics), IM 부문(Information technology & Mobile communications), DS 부문(Device Solutions) 3개의 부문, 전장부품사업 등을 영위하는 Harman 부문(Harman International Industries, Inc.과 그 종속회사)으로 나누어 독립 경영을 하고 있다. 자세한 사항은 다음 표와 같다. (사업보고서의 I - 1. 회사의 개요 및 II. 사업의 내용 참조)
2017년 기준으로, 각 부문별 매출 및 영업이익, 총자산의 비중은 다음과 같다. 매출은 IM 부문에서 많이 나오나, 영업이익은 반도체 부문에서 많이 나온다. (사업보고서의 II. 사업의 내용 참조)
| 부문        | 부문        | 순매출액 | 영업이익 | 총자산 |
| ----------- | ----------- | -------- | -------- | ------ |
| CE 부문     | CE 부문     | 18.8%    | 3.1%     | 10.4%  |
| IM 부문     | IM 부문     | 44.5%    | 22.0%    | 24.5%  |
| DS 부문     | 반도체      | 31.0%    | 65.6%    | 29.0%  |
| DS 부문     | DP          | 14.4%    | 10.1%    | 15.4%  |
| DS 부문     | 계          | 45.1%    | 75.2%    | 50.0%  |
| Harman 부문 | Harman 부문 | 3.0%     | 0.1%     | 3.2%   |

#### 휴대전화
삼성전자에서는 스마트폰 분야에서 갤럭시 브랜드를 사용하는 휴대폰을 대표 상품으로 내놓고 있다. 스마트폰은 삼성전자의 전체 매출의 60%와 순이익의 약 70%의 비중을 차지하는 가장 중요한 사업이기 때문에, 삼성전자의 전망과 주가는 갤럭시 시리즈의 판매 실적에 따라 움직이는 경향이 있다.
2013년을 정점으로 판매 호조를 보이던 스마트폰 사업은 후발주자의 공세 등으로 2014년 들어 실적이 급감했고, 때문에 앞으로의 전망 또한 다소 어둡다. 중저가폰 시장에서는 화웨이나 샤오미 등 중국 업체의 가파른 성장에 의해 더 이상 점유율을 올리기 어렵게 되고 있고, 높은 가격의 폰 시장에서는 애플의 아이폰 시리즈와 대결해야하는 상황이라 다른 기업들에게 끼여 있는 상황이다.

#### 가전 및 반도체
삼성전자의 제품은 텔레비전 등의 음향영상기기(AV), TV, 냉장고, 세탁기, 에어컨, 가전제품, 스마트폰 등 각종 휴대전화, 컴퓨터, 하드디스크 등의 컴퓨터 및 주변기기에서부터 반도체에 이르기까지 그 종류가 매우 다양하여, 소수의 제품에만 역량을 집중하는 애플과 대비되고 있다. 가전제품 중 매출의 비중이 큰 것은 LED TV를 비롯한 다양한 TV 제품들이다.
삼성전자의 반도체는 전세계적으로 TV와 휴대폰, 컴퓨터는 물론 각종 전자제품에 광범위하게 사용되고 있으며 경쟁사인 애플도 삼성전자에서 메모리를 공급받고 있다. 반도체 중 DRAM의 시장점유율은 2017년 3분기 기준 44.5%로 세계 1위를 지켜오고 있다. 27.9%로 2위를 차지한 SK하이닉스까지 합하면, 한국 기업의 DRAM 시장점유율은 72.3%로 압도적이다.
TV 부문에서 삼성전자는 2013년까지 8년 연속 TV 판매량에서 1위를 지키고 있다. 세계 LCD 패널 시장에서는 9년 연속 시장점유율 1위를 기록하고 있다.

## 역사

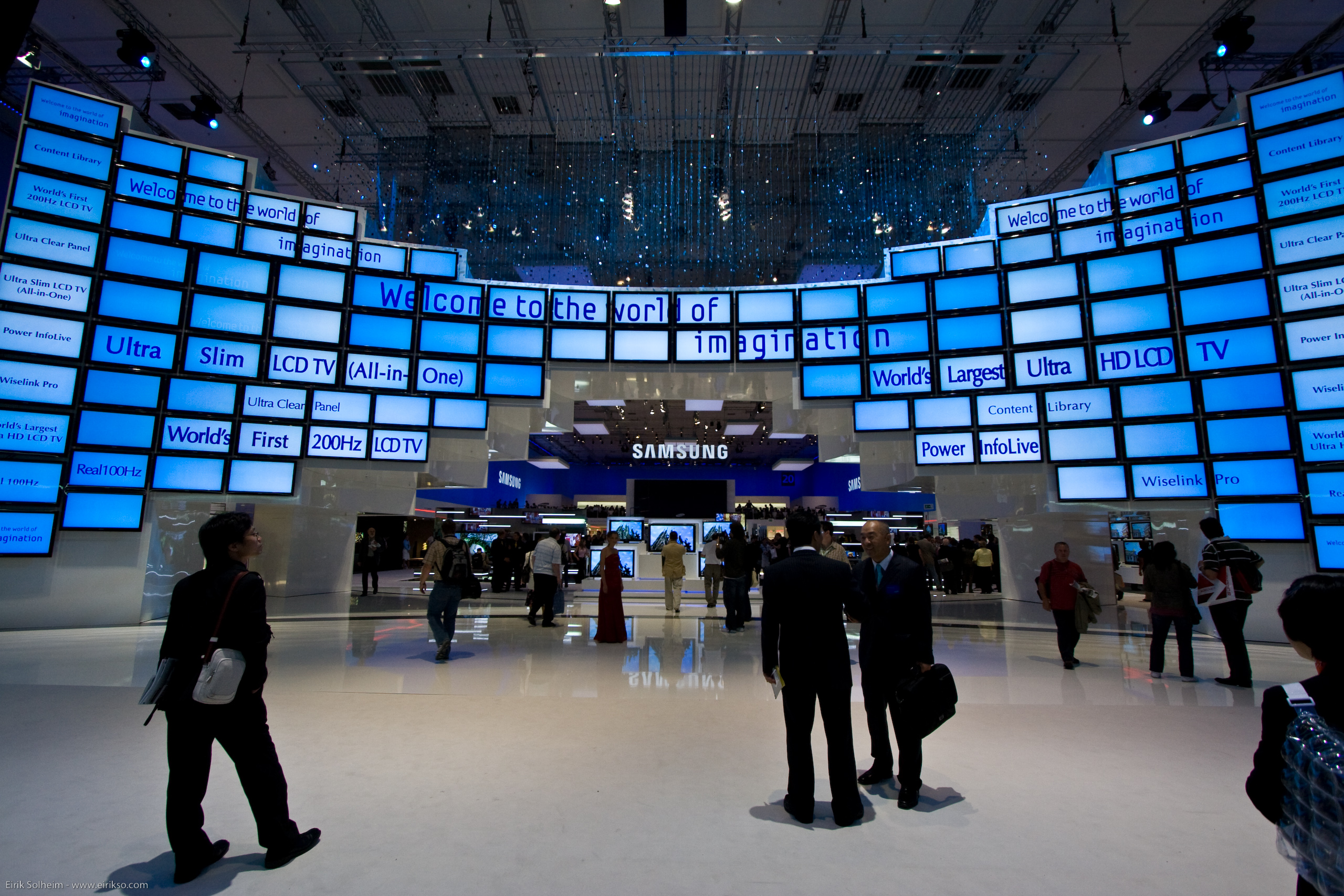
2008년 베를린 국제가전박람회에서의 삼성전자 부스

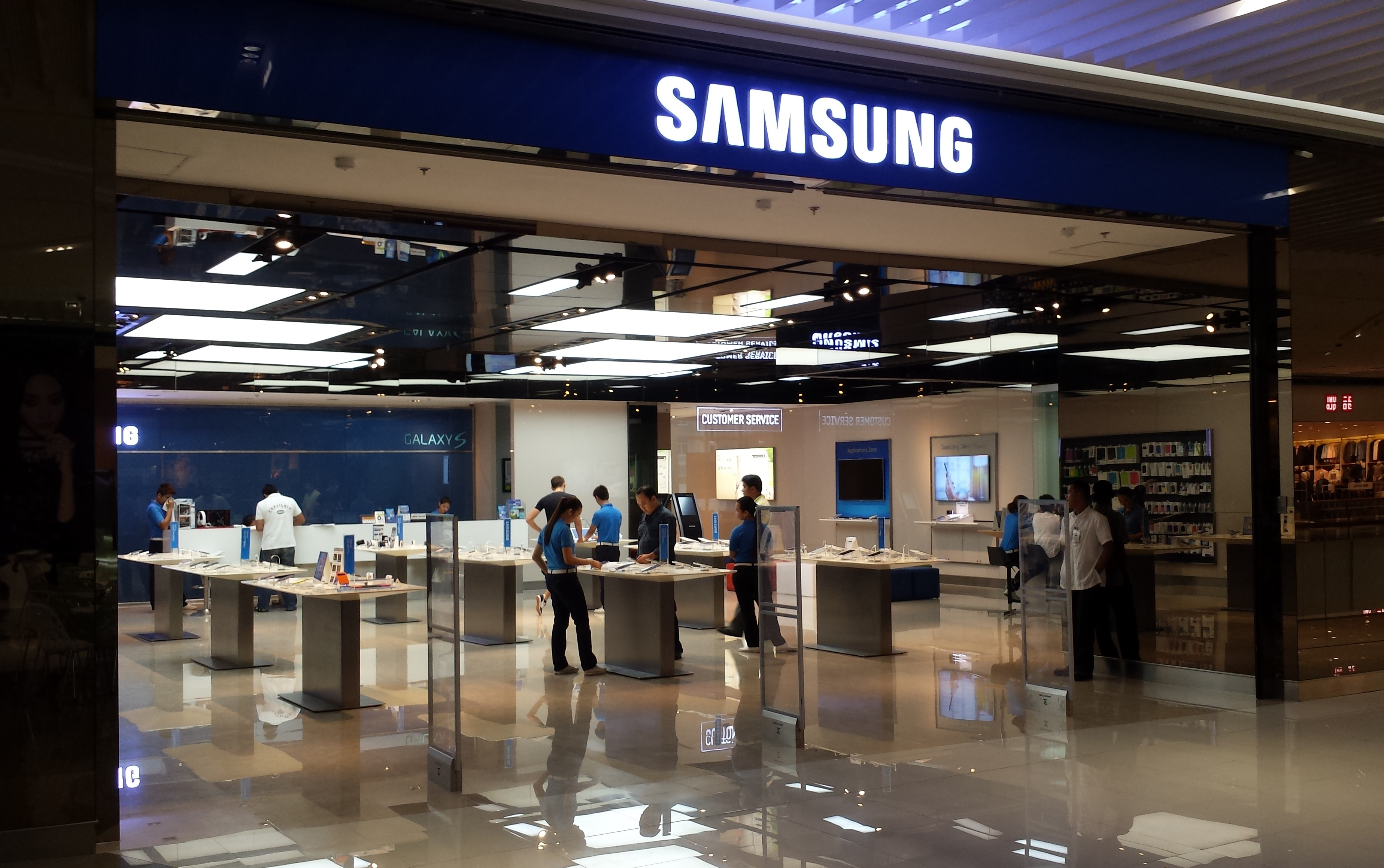
필리핀에 위치한 삼성전자 매장

1938년 설립된 삼성물산을 모태로 삼성은 식품과 의복을 주력으로 해 오다가 박정희 대통령과의 회동을 계기로, 1969년 삼성전자를 창립하면서 전자산업에 진출하게 되며 똑같이 전자 사업을 하고 있는 LG그룹과 함께 첫 모체 진로그룹의 부도로 위기에 놓인 GTV 인수 물망에 거론됐으나 가격 협상에서 의견차를 좁히지 못해 무산됐다.
이듬해인 1970년 삼성NEC가 설립되어 백색가전 및 AV 기기의 생산이 이루어졌다. 1974년에는 한국반도체를 인수하여 반도체 사업에 진출하였고 1980년에는 한국전자통신을 인수, 그리고 1983년 2월에는 창업주인 이병철 회장이 DRAM 사업에 진출한다는 ‘동경 선언’을 발표하였다. 1983년 미국과 일본에 이어 세계에서 3번째 64K DRAM을 개발하였다. 이때의 메모리 반도체 부문의 투자는 1990년대와 2000년대로 이어지며 지금의 삼성전자 발전 기틀을 잡았다고 평가된다.
삼성은 1990년대까지만 하더라도 재계 상위권에 속하는 대한민국 내 여러 대기업 중 하나에 불과하였다. 그러나 1997년 불어 닥친 경제위기를 계기로 삼성은 광범위한 구조조정을 통해 대한민국 내에서 재계서열 1위의 대기업으로 자리를 굳히게 된다. 이는 당시 경제위기로 대한민국 내 30대 대규모 기업집단 중 16곳이 부도를 맞아 해체된 것과 대비된다. 이후 애플의 아이폰을 필두로 스마트폰 시장이 폭발적으로 확대되자 삼성전자는 소위 패스트 팔로워(Fast Follower) 전략을 사용하여 스마트폰 시장의 강자로 자리매김하게 된다.
1980년대~1990년대만 하더라도 삼성전자의 목표는 경쟁사인 일본 기업을 따라잡는 것이었다. 그러나 2010년 삼성의 세계 점유율은 평면 TV와 반도체 메모리에서 1위를 차지하며 모두 일본 업체들을 앞서고 있다. 또한 삼성은 2007년에는 휴대폰 부문에서 모토로라를 누르고 세계 2위의 핸드폰 제조업체에 등재되었다.
스마트 헬스케어 분야에서 새 성장동력을 모색해오던 삼성은 2010년 12월에 메디슨을 인수함으로써 헬스케어사업부문에도 진출하게 되었다.
2009년 스마트폰 시장에도 뛰어들어 갤럭시 라인업을 발표하였으며, 스마트폰 시장에 뛰어든지 2년만인 2011년 3/4분기 스마트폰 세계 1위에 오른다. 삼성전자는, 2012년부터, 노키아와 애플을 제치고, 전체 휴대 전화 점유율 1위, 휴대 전화 부문 매출액 2위를 유지하고 있다.
2013년 2분기 기준으로 스마트폰 부분 영업이익 면에서도 애플을 추월하여 1위를 달성하였다.(SA조사, 2013년 2분기, 삼성 52억불, 애플 46억불) 또한 애플과 삼성을 제외한 다른 휴대폰 회사의 순이익은 삼성과 애플의 1/100도 안되는 수준으로 휴대폰 부분 전체 영업이익의 1%마저도 채 점유하지 못하고 있다.
2013년 판매호조를 보이던 스마트폰 사업은 2014년 들어 급격하게 수익이 악화되었다. 이는 스마트폰 시장이 더 이상 성장하지 못하고 있고, 기술의 상향평준화로 샤오미 등 중국 업체들과의 경쟁 또한 심화되고 있기 때문이다. 스마트폰은 삼성전자의 전체 영업이익의 70% 이상을 차지하고 있기 때문에, 이는 삼성전자 전체의 위기로 받아들여지고 있다. 2021년 1분기 전세계 매출 기준 스마트 폰 점유율도 17.5%로 45%를 차지하고 있는 애플에 크게 뒤쳐져있다.
2023년에 89형 마이크로 LED TV를 출시하였다.

## 연표
창업기 (1969년 ~ 1971년)
- 1969년 1월 삼성전자공업주식회사 설립
- 1969년 12월 삼성-산요전기 설립
- 1970년 1월 삼성NEC 설립
- 1970년 11월 흑백 텔레비전 생산 시작

가전 기반 성장기 (1972년 ~ 1982년)
- 1972년 11월 내수용 흑백 텔레비전 생산 시작
- 1973년 8월 수원으로 본사 이전, 생산과 관리업무의 합리화 추진
- 1973년 12월 가전제품 생산공장 준공
- 1974년 3월 냉장고 생산 시작
- 1974년 12월 세탁기 생산 시작
- 1975년 11월 모니터 생산공장 준공
- 1976년 2월 절전형 하이콜드 냉장고 생산 시작
- 1976년 4월 컬러 텔레비전 자체 개발
- 1978년 7월 미국 현지 판매법인 설립
- 1978년 12월 수출 1억 달러 돌파
- 1979년 6월 전자레인지 생산 시작
- 1980년 5월 에어컨 생산 시작
- 1981년 1월 CIP 시행
- 1982년 9월 포르투갈 최초의 현지 생산법인 준공
- 1982년 12월 "한국 전자통신(주)"에서 "삼성반도체통신주식회사"로 상호 변경

반도체 부문 태동기 (1983년 ~ 1990년)
- 1983년 3월 개인용 컴퓨터 생산 시작
- 1983년 4월 64K디램 개발.
- 1983년 8월 수출 5억불탑 수상
- 1984년 3월 "삼성전자주식회사"로 상호 변경
- 1985년 11월 영국 현지 판매법인 설립
- 1985년 12월 미국 현지 생산법인 설립
- 1986년 7월 1메가디램 개발
- 1987년 5월 미국 산타클라라, 일본 동경에 연구분소 설립
- 1987년 10월 영국 현지 생산법인 준공, 생산 개시
- 1988년 10월 프랑스 합작 판매회사와 태국 현지 생산법인 설립, 멕시코 현지 생산법인 준공, 생산 개시
- 1988년 11월 "삼성반도체통신주식회사" 흡수합병.
- 1989년 5월 4메가 마스크롬 개발

반도체 부문 성장기 (1991년 ~ 2003년)
- 1991년 세계 최초로 문자표시 카세트 생산 시판
- 1992년 세계 최초로 64M 디램 완전 동작 시제품 개발
- 1993년 제2창업 5주년을 기념해 현재의 CI로 변경 (타원 속 SΛMSUNG)
- 1994년 세계 최초로 256M 디램 개발
- 1996년 세계 최초 1기가 디램 개발
- 1996년 96광고캠페인 新현모양처 TV광고 개시
- 1998년 세계 최초로 고선명 디지털 VCR, 256M 디램(2세대), 4기가 반도체 전공정기술, 64M 램버스 D램 모듈 개발
- 1999년 홈오토사업 서울통신기술(주)로 H/A사업 이관
- 1999년 세계 최초로 256M 디램 양산과 텔레비전 폰 개발
- 2000년 9월 정보통신 전제품 세계 최초 TL 9000 인증 획득
- 2002년 7월 고급 백색가전 브랜드 "하우젠" 발표
- 2003년 12월 플래시메모리 전체, 첫 세계 1위 달성

스마트폰 및 TV 사업 성장기 (2004년 ~ 현재)
- 2004년에 소니와 공동출자하여 LCD 패널 제조회사 에스 엘시디를 설립.
- 2004년 결산 결과 순이익 100억 달러 클럽에 처음으로 가입.
- 2006년, TV 사업에 진출하여 처음으로 세계 TV 시장 1위를 달성.[14]
- 2007년에 세계 최초 30나노 64GB 낸드 플래시 개발 성공.[15]
- 2007년 초, 정보통신총괄 이기태 사장의 후임에 최지성 사장이 임명됨.
- 2008년 6월, 삼성 옴니아 출시.
- 2009년, 1,174억달러의 매출 달성.[16]
- 2010년 2월, 키자니아 서울 내 '휴대전화 디자인 연구소' 체험관 오픈.
- 2010년 6월, 삼성 갤럭시 S 출시
- 2011년 1월, 가전계열사인 삼성광주전자를 흡수합병.[17]
- 2011년에 세계 최초 20나노 SSD 830시리즈 개발.
- 2011년에 전 세계 히트작 삼성 갤럭시 S2와 갤럭시 넥서스, 갤럭시 노트 출시.
- 2012년 상반기에 쿼드코어AP를 탑재한 삼성 갤럭시 S3 출시.
- 2012년 하반기에 쿼드코어AP와 1024단계의 필압을 갖춘 스타일러스 펜을 탑재한 삼성 갤럭시 노트2 출시.
- 2013년 상반기에 32비트 옥타코어와 FHD 디스플레이를 탑재한 삼성 갤럭시 S4와 파생모델들 출시
- 2013년 하반기에 삼성 갤럭시 노트3 및 삼성전자 최초의 스마트 시계인 삼성 갤럭시 기어 출시
- 2013년 9월, 키자니아 서울 내 '삼성 공기청정기 연구센터' 체험관 오픈.
- 2014년 상반기에 삼성 갤럭시 S5 및 스마트 시계인 삼성 기어2, 삼성 기어Fit 출시
- 2014년 하반기에 삼성 갤럭시 노트 4 및 스마트 시계인 삼성 기어S 출시
- 2015년 상반기에 삼성 갤럭시 S6 및 삼성 갤럭시 S6 엣지 출시
- 2015년 하반기에 삼성 갤럭시 S6 엣지 플러스 및 삼성 갤럭시 노트 5 출시
- 2016년 상반기에 삼성 갤럭시 S7 및 삼성 갤럭시 S7 엣지 출시
- 2016년 하반기에 삼성 갤럭시 노트 7 출시
- 2017년 상반기에 삼성 갤럭시 A5 (2017) 출시
- 2017년 상반기에 삼성 갤럭시 S8 및 삼성 갤럭시 S8 플러스 출시
- 2017년 상반기에 삼성 갤럭시 노트 FE 출시
- 2017년 3월 하만 인터내셔널 인수완료
- 2017년 하반기에 삼성 갤럭시 노트 8 출시
- 2018년 상반기에 삼성 갤럭시 S9 및 삼성 갤럭시 S9 플러스 출시
- 2018년 하반기에 삼성 갤럭시 노트 9, 삼성 갤럭시 워치 출시
- 2019년 상반기에 삼성 갤럭시 S10e/S10/S10+/S10 5G, 삼성 갤럭시 폴드, 삼성 갤럭시 탭 S5e, 삼성 갤럭시 워치 액티브, 삼성 갤럭시 핏/핏e, 삼성 갤럭시 버즈 출시
- 2022년 2030 부산 엑스포 공식후원사 지정

- 2023년 세계 최초로 32Gb D램 을 개발
- 2025년 상반기에 삼성 갤럭시 S25 출시

## 주요 제품
DX 부문

### TV

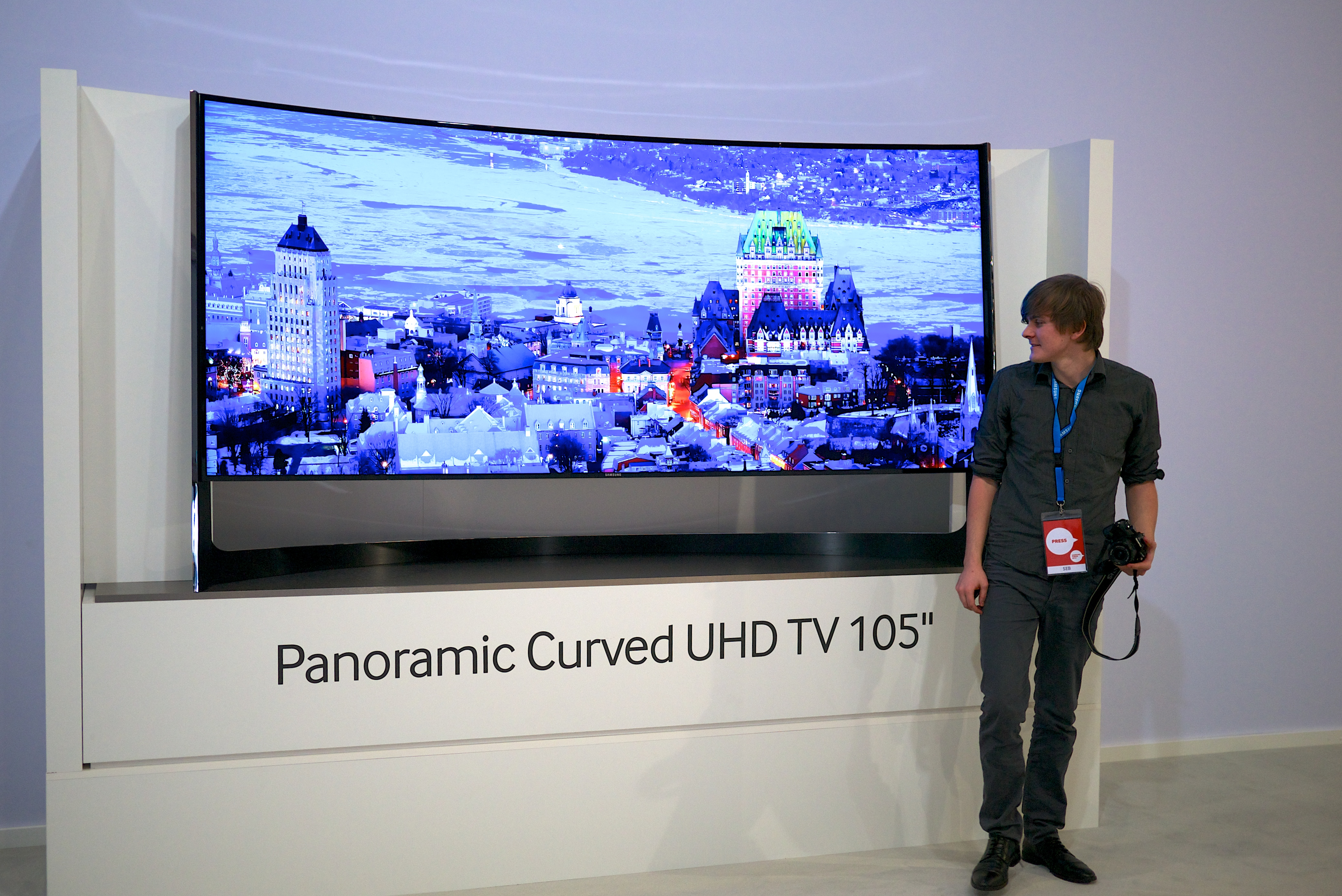
삼성 UHD TV

세계 TV 시장에서 삼성전자는 16년째 부동의 1위를 차지하고 있으며 연이어 베스트셀러 제품들을 내놓고 있는 히트 제조기다. 2009년 삼성전자는 3,100만 대의 평면 TV를 판매해 4년 연속 세계 시장 점유율 1위를 유지했다. 2010년 초 삼성전자는 LED TV 1,000만 대와 더불어 총 3,900만 대의 TV를 판매하는 것을 목표로 세웠다가 다시 이를 28%나 늘어난 5,000만 대로 높여 설정했다 삼성전자는 핑거 슬림의 디자인 혁명이라 일컬어지는 LED TV로 한발 앞서 새로운 시장을 창출하고 있다. 2009년 3월 세계 최초로 선을 보인 LED TV는 260만 대를 판매해 신시장 창출에 성공했다.삼성전자는 2006년 LCD TV, 2009년 LED TV 등 해마다 밀리언셀러 TV 제품을 탄생시키며, ‘5년 연속 밀리언셀러' 히트 계보를 이어 가고 있다. 삼성전자는 2010년에도 8월 중 3D TV '100만대 판매'를 달성해 이 계보를 이었다. 삼성전자는 2009년부터 2014년까지 5년 연속 글로벌 점유율 20%를 넘었다.

#### 스마트 TV
TV 부문에서의 큰 특징 중 하나는 ‘보는 TV'에서 '즐기는 TV'로의 변화다. 수동적으로 TV를 시청하던 소비자들은 보다 적극적이고 다양한 콘텐츠를 스스로 선택하기를 원하고 있다. 삼성은 이같은 수요를 파악하며 2007년 인터넷TV 출시로 TV를 시청하면서 실시간 인터넷 정보를 동시에 즐길 수 있도록 했다. 여기에 애플리케이션을 다운로드할 수 있는 이른바 '스마트 LED TV'도 개발하고 있다.
2008년에는 'Power Infolink', 2009년에는 위젯 기능으로 더욱 새로워진 '인터넷@TV'로 시장을 주도했다. 2010년에는 3D TV 출시와 함께 새롭게 선보인 '인터넷@TV 2010' 기능으로 이용자가 뉴스•날씨•증권•UCC•영화 등 기존 인터넷 서비스 외에도 삼성전자의 세계 최초 멀티디바이스 애플리케이션 스토어인 '삼성 앱스'의 애플리케이션을 다운로드해서 사용할 수 있게 하고 있다. 삼성 앱스는 2010년 하반기부터 한국과 미국을 시작으로 내년에는 유럽지역까지 유료 프리미엄 서비스가 확대 실시됨에 따라 소비자들에게 국가별로 특화된 로컬 콘텐츠 서비스를 제공할 계획이다.

#### 3D TV
삼성전자는 3D 입체영상을 즐길 수 있는 3D TV를 출시 6개월 만에 100만대를 판매, 시장 주도권을 굳히고 있다. 이는 2010년 초 시장조사기관이 예측했던 전 세계 3D TV 수요 123만대에 근접한 수준이다. 안경이 필요 없는 3D TV도 개발 중이다.
삼성전자는 3D 입체영상과 프리미엄 입체음향을 동시에 즐길 수 있는 3D 홈시어터(HT-C6950W)도 처음으로 내 놓았다. 삼성전자는 3D 홈시어터까지 출시함으로써 3D TV뿐만 아니라 3D 블루레이 플레이어•3D 콘텐츠•3D 안경 등을 총 망라한 '3D 토탈 솔루션'을 구축하고 3D 엔터테이먼트 환경을 업계 최초로 완성했다고 말하고 있다.
삼성전자는 3D TV에 3D 컨텐츠 스트리밍을 제공할 계획이다. 자체 온라인 앱스토어를 가진 삼성전자 3D TV는 훌루 플러스 및 냅스터 등의 프로그램을 사용자들이 직접 TV의 하드 드라이브에 다운로드할 수 있게 했다. 또한 삼성 앱스토어는 개발자들이 실제로 새로운 앱 플랫폼으로부터 돈을 벌 수 있는 프리미엄 컨텐츠를 추가할 예정이다. 또한 앱스토어를 통해 3D 컨텐츠도 제공할 계획이다.

### 모바일 장치

#### 휴대 전화
| 시기 | 시리즈 이름          | 지원 기간                |
| ---- | -------------------- | ------------------------ |
| 현재 | 삼성 갤럭시          | 2011년 8월 ~ 현재        |
| 현재 | 삼성 심계천하        | 2008년 ~ 현재            |
| 단종 | 삼성 아티브 스마트폰 | 2012년 8월 ~ 2014년 4월  |
| 단종 | 삼성 옴니아          | 2008년 6월 ~ 2012년 5월  |
| 단종 | 삼성 웨이브          | 2010년 10월 ~ 2011년 8월 |
| 단종 | 삼성 대기            | 2011년 3월 ~ 2014년 6월  |
| 단종 | 삼성 영세기함        | 2013년 3월 ~ 2017년 7월  |
| 단종 | 삼성 포커스          | 2010년 10월 ~ 2012년 5월 |

2009년 한 해 삼성전자의 휴대 전화 판매량은 2억 2700만대로 노키아에 이어 세계 2위를 기록했다.

2009년에는 북미 지역 6분기 연속 시장 점유율 1위,

유럽 지역 시장 점유율 25% 상회 등 선진 시장에서 지속적인 성장을 했고, 신흥 시장에서는 제품 경쟁력 및 브랜드 인지도를 바탕으로 시장을 파고들고 있다.

삼성전자는 휴대 전화가 터치폰 시장으로 전환하며 더욱 선명하고 깔끔한 화질을 보여 줄 수 있는 디스플레이 화질 경쟁이 중요한 화두로 떠오르고 있는 상황에서 AM OLED폰으로 '휴대 전화 화질경쟁' 트렌드 경쟁을 벌이고 있다.
2012년에는 휴대 전화 판매 점유율 1위에 올랐다.

##### 스마트 디바이스
삼성전자의 스마트 디바이스 시리즈를 크게 나누자면, 플래그십(주력제품) 디바이스인 갤럭시 S 시리즈와 갤럭시 노트 시리즈가 대표적이다. 갤럭시 S II는 2012년 2월까지 출시 10개월만에 판매 대수 2천만대를 돌파하고, 6월까지 출시 13개월 만에 2천8백만대를 판매하는 위엄을 달성했다. 삼성 갤럭시 노트 역시 출시 7개월만에 700만대를 판매하였다.
- 2014년 1월 20일 미국 경제 주간지 포천이 전문가 44명을 대상으로 조사한 결과 2013년의 마지막 4/4분기 스마트폰 판매량에서 삼성은 애플보다 3970만대 많은 9500만대의 갤럭시를 판매하였다고 밝혔다. 아이폰5s, 아이폰5c 출시 효과에 힘입어 애플이 지난해 4/4분기 약 5530만대의 아이폰을 판매했으나, 오히려 삼성은 갤럭시로 애플과의 판매량 격차를 작년의 2배로 늘렸다[29].

### 삼성 모니터

#### 삼성 스마트 모니터
DS 부문

### 삼성 엑시노스
CPU, GPU를 제조, 출시하는 브랜드이다.

### LCD/LED 패널

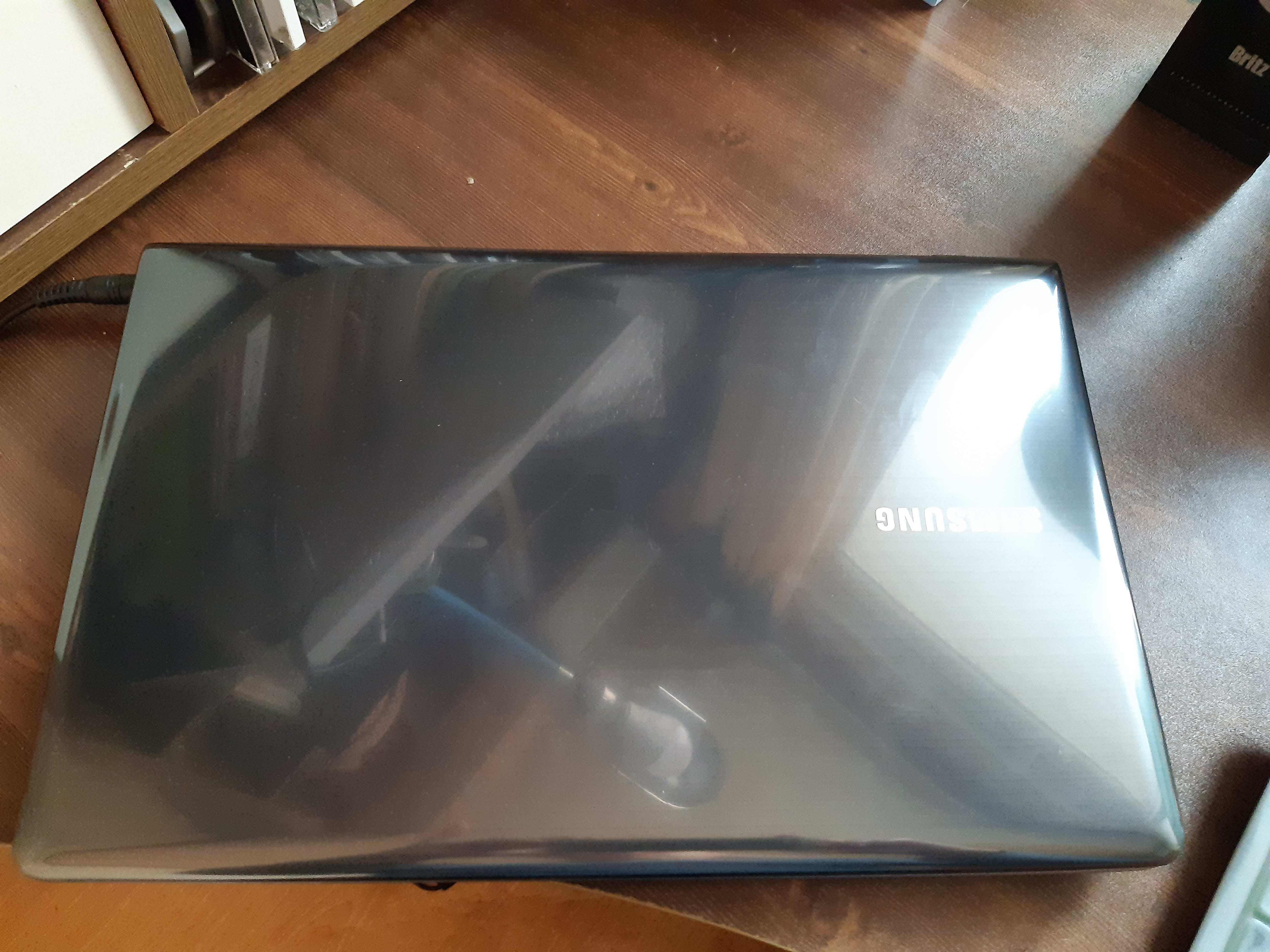
삼성 노트북3

삼성전자의 패널은 ‘더욱 얇게’ 기술 개발의 퍼레이드를 벌이고 있다. 2009년에는 세계에서 가장 얇은 두께인 3.9mm의 40인치 LED TV용 초슬림 패널 개발에 성공했다. 'Needle Slim'으로 이름 붙여진 이 패널은 두께가 약 50mm인 기존 LCD 패널의 약 1/12 수준이다. 삼성전자는 패널의 두께를 크게 줄이면서도 풀HD급 해상도, 120 Hz 구동, 5000:1의 명암비 등 고화질 성능은 그대로 유지했다.

삼성전자는 2007년 10월 두께 10mm인 40인치 LCD TV 패널을 처음으로 발표하면서 10mm 벽을 최초로 돌파했으며, 2008년 10월에는 다시 7.9mm 두께를 기록하며 세계 최초 기록을 이어 왔었다.

삼성전자는 LCD TV용 패널과 함께 24인치 LCD 모니터용 패널과 12.1인치 노트북용 초슬림 LCD 패널도 개발해, 초슬림 LCD 패널 기술을 주도하고 있다. 모니터용 패널은 두께가 3.5mm이며, 노트북용 패널은 두께가 1.64mm에 불과하다.

- 2014년 1월 20일 미국 경제 주간지 포천이 전문가 44명을 대상으로 조사한 결과 2013년의 마지막 4/4분기 스마트폰 판매량에서 삼성은 애플보다 3970만대 많은 9500만대의 갤럭시를 판매하였다고 밝혔다. 아이폰5s, 아이폰5c 출시 효과에 힘입어 애플이 지난해 4/4분기 약 5530만대의 아이폰을 판매했으나, 오히려 삼성은 갤럭시로 애플과의 판매량 격차를 작년의 2배로 늘렸다[32].

### 반도체

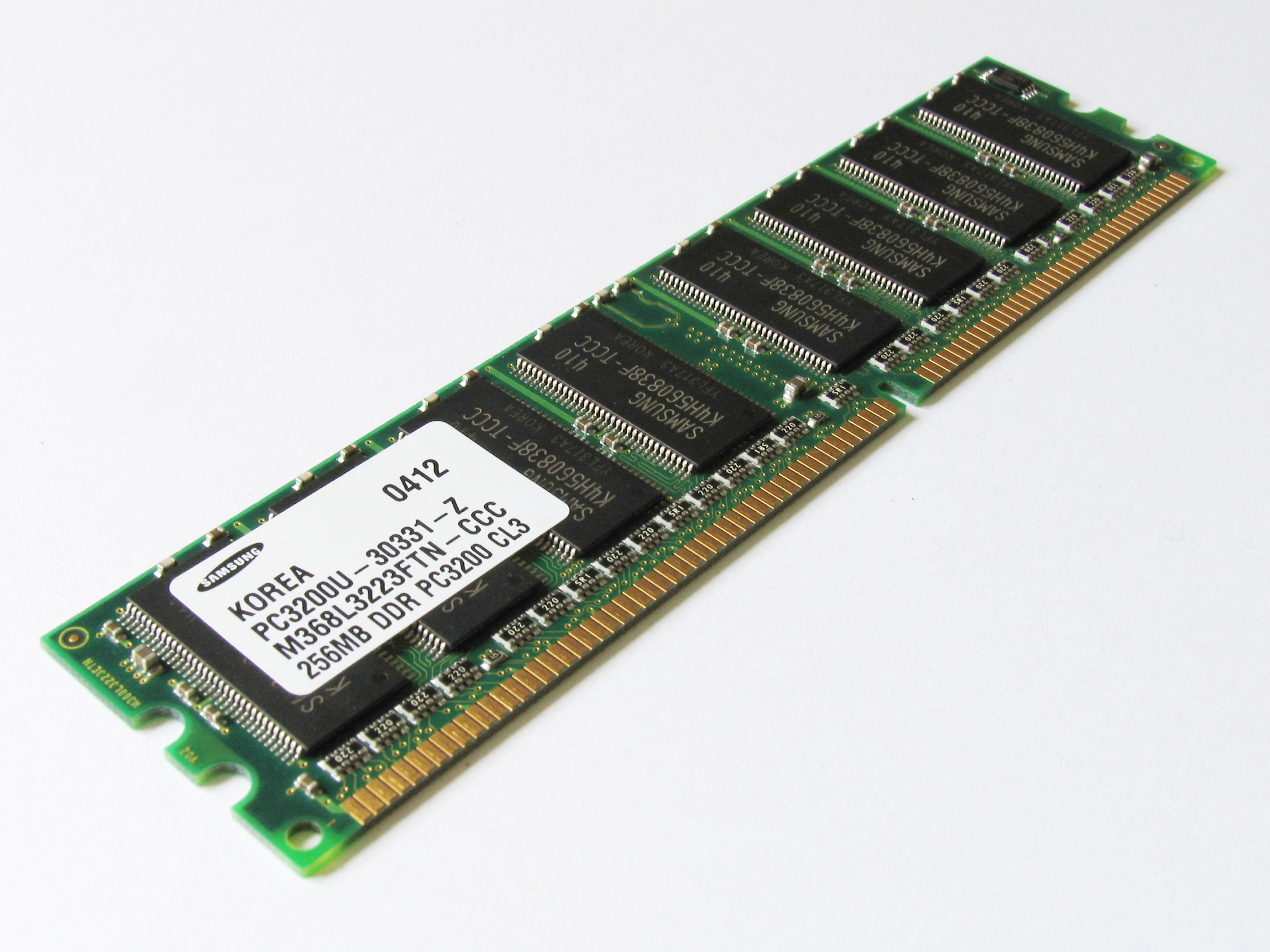
삼성 메모리 DDR-SDRAM

창업주 이병철은 회사 내의 모든 이들의 반대를 무릅쓰고 1983년 일본 도쿄에서 반도체 사업에 본격적으로 뛰어들었다. 이병철은 "삼성은 자원이 거의 없는 한국의 자연조건에 적합하면서 부가가치가 높고 고도의 기술을 필요로 하는 제품을 개발하는 것만이 제2의 도약을 기할 수 있는 유일한 길이라고 확신한다"고 반도체 사업 진출 이유를 밝혔었다. 삼성전자는 그로부터 불과 10개월 만에 세계 3번째로 64K D램을 내놓음으로써 반도체 업계는 물론 한국 내외 경제계를 놀라게 했다. 그러나 이후 반도체 가격 폭락으로 사업초기에 어려움이 컸다. 이런 악조건 속에서도 삼성의 메모리 반도체는 눈부신 성장을 거듭했고, 1992년 64M D램을 최초로 개발, 마침내 세계 최고의 기술력을 확보했으며, 1993년에는 드디어 메모리반도체 세계 1위로 올라섰다. 1994년, 1996년 256M과 1G D램을 연속 최초 개발, 반도체를 한국의 대표산업으로 키웠다. 2002년에는 낸드플래시 세계 1위에 올랐으며 2006년 세계 최초 50나노 D램과 2007년 30나노 낸드 등을 최초로 내놓으면서 삼성전자는 메모리업계 점유율 30%가 넘는 절대강자로 군림하고 있다.
삼성전자는 2010년 들어서도 ‘세계 최초’ 기록을 계속 이어가고 있다. 30나노급 D램 양산도 삼성전자가 처음이다. 삼성전자는 30나노급 2Gb DDR3(Double Data Rate 3) D램을 7월부터 양산하기 시작했다. 30나노는 머리카락의 4천분의 1정도의 굵기 정도다. 30나노급 D램은 기존 40나노급 D램보다 60% 정도 생산성이 높다. 원가 경쟁력도 50~60나노급 D램의 2배 이상이며 소비전력도 50나노급 D램보다 최대 65% 이상 줄일 수 있다.
시장조사기관 가트너에 의하면 D램의 호조세로 삼성전자는 2010년 2/4분기 D램 순위에서 시장점유율 선두를 고수했다. 가트너는 보고서에서 "삼성전자는 성장세를 타고 35%가 넘는 시장점유율을 기록해 그 위치를 확고히 했다"고 전했다.
삼성전자는 2010년 반도체에 대한 투자 규모를 11조원으로, 특히 메모리 반도체 시설투자를 당초 계획했던 5조5,000억원에서 9조원으로 늘렸다. 이 같은 움직임은 2010년에 삼성전자가 지속적으로 이들 부문에서 세계 최대 공급업체의 지위를 유지할 수 있게 할 전망이다.
삼성전자는 2011년 20나노급 반도체를 생산하였다.
한편 시장조사기관 IC인사이츠는 삼성전자가 2014년에 인텔을 제치고 반도체 업계 1위로 부상할 수 있을 것으로 전망했다. 1999~2009년간 삼성전자의 매출은 CAGR(연평균성장률) 13.5%를 보였고 인텔은 3.4%를 기록했는데, 이를 근거로 2014년 삼성전자의 매출이 인텔을 추월할 것으로 예상했다.
다른 또 하나의 관심은 삼성의 이름이 거의 알려지지 않았던 파운드리 분야다. 이 분야에 진출한 지 5년이 지난 2010년 삼성전자는 메모리에 이어 파운드리 사업을 반도체 성장의 새로운 기둥으로 삼기 위해 공격적 행보를 취하고 있다. 아이서플라이에 따르면 순수 AP 시장에서 삼성전자 AP 점유율은 2011년 72.9%를 보였다. 2위 TI를 큰 폭으로 따돌렸다. AP+통신 통합칩까지 포함하면 24.5%로 퀄컴에 이어 2위다.
TSMC는 파운드리의 핵심 경쟁력인 '수율'을 안정화하기 위해 창업자가 직접 복귀하여 문제를 공개하고 리더십을 발휘했으며, 축적된 레시피와 생태계 구축을 통해 고객 신뢰를 확보하고 있다. 반면 삼성전자는 대규모 투자를 단행했음에도 불구하고 낮은 수율, 미흡한 서비스 대응, 생태계 부족 등으로 시장 점유율이 하락하고 있으며, 메모리 사업 중심의 문화와 리더십 부재가 파운드리 경쟁력 약화의 원인으로 지적된다. 업계 전문가들은 기술력 제고, 생태계 구축, 엔지니어 몰입도 강화 등 조직 문화 전반의 혁신 없이는 삼성 파운드리의 반등이 어렵다고 평가하고 있다.

### 과거 작성 내용(문서 그대로 보존)

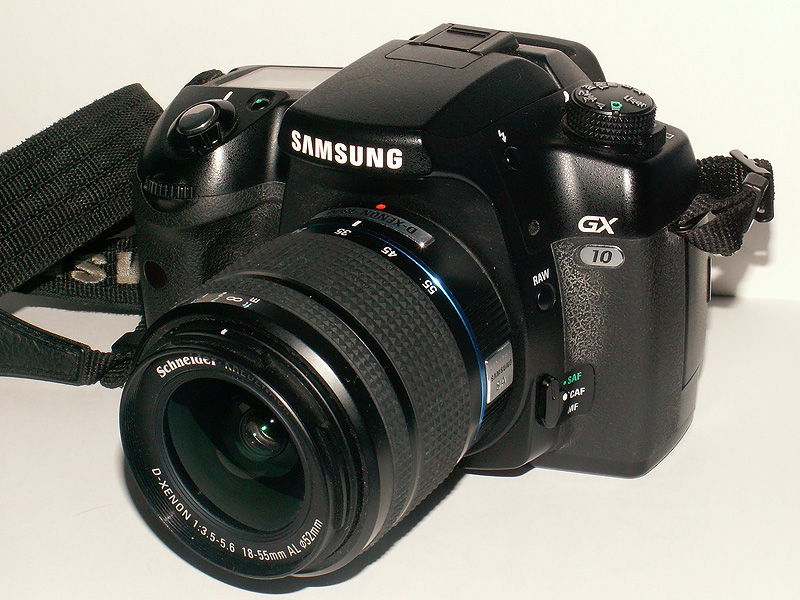
삼성 카메라 GX-10

생활가전 분야도 삼성전자가 강점을 발휘하고 있는 분야다. 2009년 세계적인 경기침체 속에서도 2008년보다 매출이 27%나 늘어나 업계 최고 수준의 성장률을 기록했다.

대한민국에서는 지펠 냉장고 등의 제품이 높은 시장점유율을 기록하며 1위를 이어갔고, 북미와 유럽, 구소련지역에서는 프리미엄 냉장고와 드럼 세탁기, 에어컨 등이 호조를 보였으며, 스팀 오븐과 로봇 청소기 등의 혁신 제품 출시로 디지털 가전 기업의 이미지를 더욱 굳혔다. 삼성전자는 프리미엄 제품과 보급형 제품으로 양분화되고 있는 가전제품 시장에서 소비자들에게 프리미엄 브랜드 이미지를 심어주는 한편 신흥시장에서는 현지 생활과 문화에 맞도록 특화기술을 채용하는 전략을 취하고 있다.
2009년 삼성전자는 디자인과 첨단 기능, 휴대성을 모두 갖춘 3세대 프리미엄 미니 노트북 N310과 슬림 노트북 X420 등의 제품으로 모바일 PC의 새로운 트렌드를 제시하며 노트북 600만 대 판매를 달성했다.
차세대 전략사업 중 하나인 프린터 사업 부문에서는 원터치 프린팅 기능을 장착한 모노 레이저 프린터 및 복합기, 통합출력관리서비스에 최적화된 기업용 초고속 디지털 복합기 등을 선보였다.
A4레이저 프린터가 세계 시장점유율 2위에 올랐으며, 모노 레이저 프린터와 복합기, 컬러 레이저 프린터 및 복합기 등 각 분야에서도 세계 1, 2위의 시장점유율을 기록했다.
특히 레이저 복합기 부문에서는 최초로 세계 시장점유율 1위를 달성했다.

2010년에는 감각적이고 세련된 디자인을 내세운 프리미엄 노트북 R580과 미니 노트북 N210을 비롯해 세계 최소형 모노 레이저 프린터 ML-1660과 컬러 레이저 복합기 CLX-3185 등 신제품 생활 가전 고효율 에너지 제품, 친환경 제품 라인업을 확대하고 있다.
디지털 카메라 캠코더 분야도 집중적으로 공략했던 분야다. ‘World’s First & Best’ 기능의 프리미엄급 카메라를 지향한 WB550과 듀얼 LCD를 적용한 ST550, 64GB SSD를 탑재한 Full HD 캠코더 HMX-H106을 출시했다. 2009년에 삼성전자의 카메라는 컴팩트 카메라 부문에서 세계 시장점유율 3위를 기록했고 프리미엄 제품을 중심으로 매출 구조가 개선되었다. 하지만 결국, 디지털 카메라 및 캠코더 시장에서 철수했다.

2010년에는 차세대 신개념 렌즈 교환식 카메라 NX10 등을 통해 신규 카테고리 시장의 주도권 확보 경쟁에 나섰으나, 결국 철수했다.
MP3 플레이어 사업에서도 프리미엄 MP3 ‘M1’, 세계 초소형 DivX MP3 플레이어 ‘R1’ 등 멀티미디어 사용성을 강화한 제품을 출시하고 있다.
무선 네트워크 분야에서는 삼성전자가 개발해 2007년 국제 기술표준으로 채택된 모바일 와이맥스(Mobile WiMAX, WiBRO)가 세계 대형 이동통신 시장에서 본격으로 상용 서비스를 시작하며 급성장하고 있다. 미국, 일본, 러시아 등에서 서비스 상용화에 성공한 이래 2010년 기준으로, 세계 75개국 139개 사업자가 서비스를 추진 중이며 아시아, 중남미, 동유럽 등 개발도상국의 신규 사업자를 중심으로 시장이 더욱 확대되고 있다.

스토리지 분야에서는 2009년에 2.5인치 디스크 1장당 250GB급 HDD 신제품 출시 등으로 세계 시장점유율 10%대를 차지하고 있다. 2010년에는 업계 최고 용량인 장당 320GB급 고성능 2.5인치 HDD 출시와 외장형 제품의 본격 판매에 나서고 있다. 하지만 2011년 4월, 삼성전자의 하드디스크 사업부를 시게이트에게 매각하고 SSD에 집중하기로 한다. 더불어 삼성전자와 씨게이트간에 특허를 공유하고 삼성 반도체를 씨게이트의 SSD에 공급하고 씨게이트의 하드디스크 제품은 삼성의 PC와 노트북에 쓰기로 하고 상호 포괄협력을 하기로 하였다.

## 세계 시장
1969년 설립 이후 약 50여 년간 단계적으로 진행되었으며, 현재는 전 세계 74개국에 지사 및 생산기지를 둔 글로벌 기업으로 성장되고 있다.
- 1969년:  대한민국
- 1978년:  미국
- 1978년:  홍콩
- 1982년:  독일
- 1982년:  포르투갈
- 1985년:  프랑스
- 1985년:  이탈리아
- 1986년:  태국
- 1987년:  캐나다
- 1987년:  영국
- 1989년:  일본
- 1990년대 초반:  중화민국
- 1990년대 초반:  사우디아라비아
- 1990년대 후반:  튀르키예
- 1990년대:  덴마크
- 1990년대:  아랍에미리트
- 1990년대:  이스라엘
- 1990년대:  러시아
- 1990년:  스페인
- 1992년:  브라질
- 1992년:  스웨덴
- 1992년:  핀란드
- 1992년:  중화인민공화국
- 1995년:  멕시코
- 1995년:  인도
- 1996년: 폴란드
- 1996년: 아르헨티나
- 1996년: 카자흐스탄
- 1996년: 페루
- 1998년:  필리핀
- 2001년:  헝가리
- 2002년:  요르단
- 2002년:  인도네시아
- 2005년:  노르웨이
- 2008년:  베트남
- 2010년:  그리스
- 2011년:  케냐
- 2011년: 우즈베키스탄
- 2012년:  몽골
- 2012년:  이집트
- 2013년:  남아프리카 공화국
- 2016년: 쿠바
- 2017년:  알제리

## 시장 점유율
| 제품항목              | 삼성 점유율 | 경쟁사          | 경쟁사 점유율 | 년도       | 소스   |
| --------------------- | ----------- | --------------- | ------------- | ---------- | ------ |
| D램                   | 49.6%       | SK하이닉스      | 24.8%         | Q2 2013    | [ 44 ] |
| 낸드플래시            | 41.6%       | 도시바          | 28.7%         | Q2 2011    | [ 45 ] |
| 대형 LCD 패널         | 20.2%       | LG 디스플레이   | 26.7%         | Q4 2013    | [ 46 ] |
| PDP 모듈              | 36%         | 파나소닉        | 38%           | Q1 2010    | [ 47 ] |
| AMOLED                | 98%         | LG Display, AUO | 0.5~1.5%      | Q2 2010    | [ 48 ] |
| 리튬이온전지          | 18%         | 산요            | 20%           | Q2 2010    | [ 49 ] |
| LCD 모니터            | 18%         | LG전자          | 12.7%         | 2010       | [ 50 ] |
| A4 프린터&복합기      | 18.4%       | HP              | 38.6%         | Q3 2009    | [ 51 ] |
| TV(LDC, PDP, CRT)     | 24%         | LG전자          | 14.7%         | Q2 2010    | [ 52 ] |
| 프렌치도어 냉장고     | 40%대       | 월풀            | 30%대 초반    | 2010       | [ 53 ] |
| 휴대폰                | 19%         | 타 제조사 연합  | 16%           | 2015 1분기 | <>     |
| 디지털카메라          | 11.8%       | 소니            | 17.4%         | 2010       | [ 54 ] |
| 스마트폰              | 34%         | 애플            | 13.4%         | Q3 2013    | [ 55 ] |
| CMOS 이미지 센서      | 12.9%       | 소니            | 32.1%         | 2012       | [ 56 ] |
| 애플리케이션 프로세서 | 5.4%        | 퀄컴            | 33.9%         | Q3 2013    | [ 57 ] |

## 브랜드
- 삼성 갤럭시
- 삼성 갤럭시 웨어러블
- 삼성 QLED TV
- 삼성 Lifestyle TV
- 삼성 Premium UHD TV
- Full HD/HDTV
- AMOLED
- 삼성 엑시노스
- 건조기 그랑데
- JBL
- AKG
- 하만 카돈(하만 인터내셔널)
- 메모리/스토리지
- 빌트인 가전
- 삼성 스마트안경(웨어러블)

## 단종 브랜드
- 소노라마
- 마이마이
- 이코노 TV
- 삼성 지펠
- 삼성 센스
- 삼성 아티브
- 삼성 매직스테이션
- 삼성 싱크마스터
- 삼성 YEPP
- 삼성 NX100
- 삼성 캐녹스
- 삼성 VLUU
- 삼성 애니콜
- 삼성 파브
- 삼성 하우젠
- 명품

## 브랜드 가치
- 미국 보스턴컨설팅그룹(BCG)가 2014년 발표한 혁신기업순위에서 구글에 이어서 3위에 올랐다.
- 미국 Brandiroty가 발표한 2013년 'Global 500 2013'에서 삼성은 2위로 선정되었다.
- 미국 포브스지가 발표한 2013년 '세계 브랜드 가치' 순위에서 삼성은 8위로 선정되었다.[58]
- 영국 컨설턴트 Millward Brown이 발표한 100개 기업리스트에 의하면 삼성은 2009~2010년 세계에서 가치 있는 브랜드로서 가장 많이 성장한 기업이다. 브랜드 가치는 80% 상승, 금액으로는 11.3억 달러로 세계 68위를 차지하였다.[59]
- 미국 컨설팅 업체 Ruputation Institute가 발표한 2010년 '세계에서 가장 평판 높은 기업' 순위에서 삼성은 22위에 선정되었다.[60]
- 미국 비즈니스위크가 발표한 2010년 '세계에서 가장 혁신적인 기업' 순위에서 삼성전자는 11위에 선정되었다.[61]

영국 브랜드파이낸스가 발표한 2012년 500대 글로벌 기업 순위에서 삼성전자는 6위를 차지하였다.

## 사명과 로고
삼성전자의 기업명인 ‘삼성’은 ‘크고, 밝게, 빛나는 3개의 별’ 등이라는 뜻이다. 이 사명에서 ‘三’이라는 숫자는 한자어에서 '크고와 강하다'의 의미가 있으며, ‘星'에는 '밝고, 높고, 빛나다' 등이라고 하는 기원이 담겨 있다. 삼성 로고의 워드마크 디자인은 유연성과 단순함을 강조하고 있으며, 우주와 세계무대를 상징하는 타원을 비스듬하게 처리해 동적이고 혁신적인 이미지를 나타내고자 하였다. 또 S자와 G자의 터진 부분을 통해 내부와 외부의 기운이 통하게 함으로써 세계와 호흡하고 인류사회에 이바지하려는 의지를 담았다. 워드마크의 기본색상은 그 동안 계속 사용해 왔던 청색을 유지해 연속성을 가지도록 하였다. 삼성의 공통 색상인 청색은 안정감과 신뢰감을 주는 색으로 고객과 보다 친숙해지려는 의지를 담았으며, 사회에 대한 책임감을 상징한다고 한다. 영문 로고 디자인은 기술주의를 통한 고객지향 의지와 첨단기업의 이미지를 현대적인 감각으로 표현한 것이다.
|                                                      |
| 1969년부터 1980년까지 사용되었던 로고 (삼성 SAMSUNG) |

|                                                 |
| 1981년부터 1992년까지 사용되었던 로고 (SAMSUNG) |

|                                                          |
| 1993년부터 2014년까지 사용되었던 로고 (SΛMSUNG 삼성전자) |

|                                             |
| 2015년부터 현재까지 사용되는 로고 (SΛMSUNG) |

## 슬로건
- 앞서가는 새기술 
 (1974년 ~ 1983년)
- 풍요로운 미래창조 
 (1983년)
- 최초생산으로 기술인정 최다 수출로 품질인정 
 (1983년)
- 세계가 인정한 기술 세계가 인정한 품질 
 (1983년 ~ 1988년)
- 첨단기술의 상징 
 (1983년 ~ 1988년)
- 휴먼테크 
 (1985년 ~ 1990년)
- 인간과 호흡하는 첨단기술 
 (1989년 ~ 1992년)
- 新휴먼테크: 고객사랑 제품사랑 환경사랑 
 (1993년)
- 기술의 힘으로 세계와 겨루는 삼성전자 
 (1993년)
- 세계 1등 품질에 도전한다. 
 (1994년)
- 고객 신 권리선언 - 작은약속 큰실천 
 (1994년)
- 세계 1등 제품만을 만들겠습니다. 
 (1994년 ~ 1995년)
- 멀티미디어의 삼성전자 
 (1995년 ~ 1997년)
- Smart & Soft 
 (1996년 ~ 1997년)
- 또 하나의 가족 
 (1997년 ~ 2009년)
- How to Live Smart 
 (2011년 ~ 2012년)
- 자유롭게, 남다르게 
 (2016년 ~ 현재)
- Do What You Can't 
 (2017년 ~ 현재)
- 가전을 나답게 
 (2020년 ~ 현재)

## 디자인
삼성전자는 1990년대 초 이후 소위 '디자인 경영'을 강화하며 디자인에 대한 투자를 늘렸다. 서울 서초구에 있는 43층 본사 빌딩 안에는 디자인센터가 있으며 창업 당시 2명이었던 디자이너가 현재는 900여 명으로 늘었다. 삼성은 2년 주기로 디자인을 재검토한다. 처음 1년 동안 유행을 분석하고 상품 전략을 계획, 2년째에 새로운 디자인을 만든다는 것이다. 삼성 측에서는 대한민국 내와 밀라노 런던 등 7곳에 운영하는 디자인 센터에서 현지 문화와 라이프스타일, 산업 트렌드에 맞는 디자인을 연구하고 실험하고 있음을 홍보하고 있다.
이 같은 노력의 결과로 삼성전자는 디자인 관련 상을 수상하는 성과를 거두었다. 또한 2009년 IDEA에서 8개의 상을 받아 가장 많은 상을 수상한 기업으로 올라섰으며 iF에서도 역시 최다 수상 기업이었다.
2010년 iF Material Award에서는 골드 어워드를 받은 외장형 하드 디스크를 포함 총 5개 제품을 수상했다. iF Material Award는 독일 하노버 International Forum Design Hannover가 주관하는 디자인 소재, 가공 분야의 권위 있는 상 중 하나이다. 2010년에는 가전, 가구, 산업 디자인 기업 등을 대상으로 총 42개의 제품이 수상작으로 선정되었는데 삼성전자는 외장형 하드 디스크, 풀터치스크린폰 제트ㆍ햅틱 아몰레드, 양문형 냉장고, 콤팩트 디지털 카메라, 레이저 프린터 토너 등 총 5개 제품을 수상하였다.
2010년 iF Product Design Award'에서도 삼성전자는 21개 제품을 수상, 최다 수상 기업이 됐다. 또 iF에서 주최하는 5개 어워드(제품, 소재, 커뮤니케이션, 패키지, 콘셉트 분야)의 2년 간 실적을 누적 집계하여 발표하는 순위에서 디자이너들의 창의성과 누적 수상실적 두 분야에서 1위를 차지했다.
2014년 출시한 갤럭시S5는 디자인 면에서 호불호가 있었으나, 삼성의 스마트폰 사업 부진의 시작이라고 봐도 될 만큼 파급이 큰 디자인이다. 월스트리트 저널에서는 "갤럭시S5 쿠퍼 골드"를 밴드에이드(일회용 반창고)에 비유하며 혹평하기도 했다. 최근 소비자들 사이에서 폼팩터를 변경해야 한다는 지적이 나오는 가운대, 최근 풀 메탈 케이스를 채택한 "갤럭시A" 금속 소재의 태두리를 사용해 변화를 준 "갤럭시 알파"를 출시 동반출시한 "갤럭시 노트 엣지"에 이르기까지, 소재의 변화에 이어 형태의 변화에 이르기까지 다양한 시도를 하고 있다.

## 환경
현재 삼성전자는 2013년까지 매출액 기준 온실가스를 2008년 대비 50% 감축하고 제품 에너지 효율을 40% 향상한다는 목표로 녹색경영을 추진 중이다. 삼성전자는 녹색경영 비전으로 "Creating New Value Through Eco-Innovation(친환경 혁신 활동을 통한 새로운 가치 창출)"을, 친환경 슬로건으로 "Planet First"를 발표했다. 이를 위해 핵심 추진 과제로 사업장과 제품 사용 시 온실가스 감축, 친환경 제품 출시 확대 등을 제시했다.

특히 한국 사업장에 온실가스 감축설비를 도입해 2010년 상반기 기준 온실가스 배출량을 2008년 대비 31% 감축했고 LCD사업부는 7월 15일 SF6(육불화황)을 감축하는 CDM(Clean Development Mechanism; 청정개발체제) 사업의 UN 승인을 취득하는 등 지속적인 온실가스 저감을 실천하고 있다.
삼성전자는 대한민국 8개, 해외 31개 전 생산사업장의 온실가스 인벤토리 구축을 완료하고, 세계적인 검증 기관인 삼일-PWC로부터 온실가스 배출량 검증서를 취득했다.
삼성전자는 2009년 말부터 미주, 중국, 유럽, 동남아 등 글로벌 사업장의 온실가스 인벤토리 관리체계를 구축했으며 해외법인의 온실가스 담당자 양성 등 해외 법인 자체적인 기후변화 대응능력 확보를 위해 노력하고 있다.

글로벌 환경마크 수준의 Good Eco-Product(내부 기준) 개발율은 2010년 목표(80%) 대비 11%를 초과 달성했으며, 2010년 상반기 기준 글로벌 환경마크를 2,134개 모델에 대해 취득함으로써 4년 연속 친환경 제품 출시 세계 1위를 유지하고 있다.
또한, 글로벌 폐전자제품 회수•재활용 활동도 가속화해 2009년 전 세계 60개국에서 회수•재활용한 실적은 24만톤에 이른다. 특히, 미국에서 삼성전자의 자발적 재활용 프로그램인 "Samsung Recycling Direct"를 캐나다까지 확대했으며, 2009년 미국 환경 NGO인 ETBC(Electronics Take Back Coalition)로부터 '최고의 친환경 재활용 프로그램'으로 평가받았다.

## 사업부문 및 경영진
삼성의 사업부문은 크게 완제품 분야와 부품 분야로 나뉜다. 완제품 분야는 휴대폰과 PC, TV, MP3 플레이어, 프린터, 카메라, 그리고 에어컨, 세탁기 등 다양한 가전제품군으로 이뤄져 있다. 부품 부문은 반도체와 LCD로 나뉜다. 반도체 분야는 세계 1위를 차지하고 있는 메모리 분야와 급성장 중인 시스템 LSI 부문, 스토리지 시스템 부문으로 이뤄져 있다. 삼성전자는 2010년, 디지털 이미징 사업부를 인수함으로써, 기존의 영상 디스플레이, IT 솔루션, 생활가전, 무선, 네트워크, 반도체, LCD 사업부를 포함한 총 8개의 사업부 체제를 구성하게 되었다. 또한 사업시너지 강화 차원에서 세트 사업조직을 재편하고, DAS (디지털 에어 솔루션) 사업팀과 2010년 초 합병한 삼성광주전자 (생활가전 및 에어컨 제조)를 생활가전사업부 산하로 통합했다. STB (셋톱박스) 사업조직을 영상디스플레이사업부 산하로 통합한 것도 눈에 띈다.
2009년 12월, 최지성 대표이사 단독체제를 선보였던 삼성전자는 이듬해인 2010년 12월, 최지성 대표이사 부회장과 이재용 최고운영책임자 사장의 투 톱 체제로 전환했다. 특히 이번 인사는‘한층 젊어진 경영진’이란 평가를 받았으며 이 같은 젊은 조직론에 발맞춰 임직원들이 염색을 하는 재미있는 일화도 보도된 바 있다. 아울러 해외시장의 변화에 발맞춰 유럽지역과 영국 거점을 구주 통합법인으로 합치고 중화인민공화국과 중화민국을 하나로 묶어 중국 통합법인을 출범시키는 등 해외영업 거점도 재편했다.

## 이사회
삼성전자는 이사회 내 위원회로서, 경영위원회, 감사위원회, 사외이사후보추천위원회, 내부거래위원회, 보상위원회를 설치 및 운영하고 있다. (정관 제28조의2) 또한 이사회 내 위원회는 아니지만, 사내이사 및 주요 팀장급으로 구성된 "사내평가보상위원회"를 두고 있다. 또한 별도의 지배구조위원회를 두고 있지 않으나, 사외이사추천위원회, 내부거래위원회가 지배구조 개선 활동을 병행하고 있다. 이사회는 사내이사 5인과 사외이사 6인, 총 11인으로 구성되어 있으며, 상법 제 542조의8에 따라 사외이사를 과반수로 구성하고 있다.
| 구분     | 이름   | 직명 및 담당업무 / 약력                                         |
| -------- | ------ | --------------------------------------------------------------- |
| 사내이사 | 이재용 | 삼성전자 회장                                                   |
| 사내이사 | 전영현 | 대표이사 부회장 (DS)                                            |
| 사내이사 | 노태문 | 사업부장 사장 (MX) 겸 부문장 직무대행 사장 (DX)                 |
| 사내이사 | 송재혁 | CTO 사장 (DS)                                                   |
| 사외이사 | 신제윤 | 이사회 의장 법무법인 태평양 고문 전 금융위원회 위원장           |
| 사외이사 | 김준성 | 전 싱가포르 투자청(GIC) Managing Director                       |
| 사외이사 | 허은녕 | 한국에너지법연구소 원장 서울대학교 공과대학 교수                |
| 사외이사 | 유명희 | 서울대학교 국제대학원 객원교수 전 산업통상자원부 통상교섭본부장 |
| 사외이사 | 조혜경 | 한국공학한림원 정회원                                           |
| 사외이사 | 이혁재 | 서울대학교 반도체공동연구소 소장                                |

## 사업장
삼성전자에서 운영하고 있는 대한민국 내 사업장 위치는 다음과 같다.
- 본사: 경기도 수원시 영통구 삼성로 129 (매탄동)
- 서초사옥: 서울특별시 서초구 서초대로74길 11 (서초동)
- 구미1사업장: 경상북도 구미시 1공단로 244
- 구미2사업장: 경상북도 구미시 3공단3로 302
- 기흥사업장: 경기도 용인시 기흥구 삼성2로 95
- 화성사업장: 경기도 화성시 삼성전자로 1
- 온양사업장: 충청남도 아산시 배방읍 배방로 158
- 천안사업장: 충청남도 천안시 번영로 465
- 광주1사업장: 광주광역시 광산구 하남산단6번로 107 (오선동)
- 광주2사업장: 광주광역시 북구 앰코로 70(오룡동)

## 행정처분

### 공정거래위원회의 조사에 대한 방해
공정거래위원회는 2012년 3월 18일 삼성전자에 조사방해를 이유로 역대 최고액인 4억원의 과태료를 부과하기로 했다고 밝혔다. 삼성전자는 2011년 3월 24일 이후 조사요원 진입저지, 자료삭제, 허위자료 제출 등의 방법으로 조사를 조직적으로 방해한 것으로 드러났다.
삼성전자는 2011년 3월 24일 오후 2시 20분 휴대전화 유통과 관련해 가격을 부풀린 혐의에 관해 조사를 나온 공정위 공무원들의 진입을 50분간 저지하였다. 그 동안 핵심 자료가 들어 있던 컴퓨터 3대는 텅빈 PC로 교체되었다. 이는 무선사업부 지원팀장 박 모 전무의 지시에 따라 이뤄진 것이었다. 또한 무선사업부의 부서장인 김 모 상무는 당시 수원사업장에 있었음에도 조사 공무원의 전화에 서울 본사에 출장 중이라며 조사를 거부하였다. 결국 조사요원들은 3시 10분에야 조사 대상 사무실에 도착할 수 있었지만 소득 없이 철수할 수밖에 없었다. 조사요원들이 철수하자 부서장은 숨겨뒀던 PC를 가져와 파일삭제프로그램으로 조사대상 자료를 모두 없앴다. 삼성전자 보안담당 부서인 정보보호그룹은 이틀 뒤인 26일 열린 회의에서 24일의 조사방해에 대해 "대처를 잘했다"고 자평하기도 하였다. 또한 이 사건 이후 국가기관을 상대로 한 보안규정을 강화하였다. 조사공무원이 방문해도 사전연락이 없으면 정문에서부터 차가 못 들어오게 하고 바리케이드 설치, 주요 파일에 대해 대외비 지정, 영구삭제, 자료는 서버로 집중할 것 등이 보안규정의 골자다.
삼성전자의 조직적인 방해로 허탕을 친 공정위는 이후 조사공무원의 출입지연 사유를 확인하기 위해 관련 부서가 속한 건물의 출입기록을 요청하였다. 그러자 삼성전자는 2011년 7월 11일부터 두 차례 열린 대책회의에서당시 PC교체를 수행한 직원 이 모의 이름이 삭제된 허위 출입기록을 제출하기로 하였다.
삼성전자가 조사방해로 과태료를 부과받은 것은 이번이 세 번째이다. 삼성전자는 2005년과 2008년 조사 방해로 5000만원, 4000만원의 과태료를 각각 부과받았다. 2011년 3월에 삼성전자의 조사방해가 있은 이후 민주당의 박선숙 의원은 조사방해 행위에 대한 벌칙을 종래의 과태료 부과에서 형사처벌로 강화하는 내용의 공정거래법 개정안을 2011년 4월 7일 발의하였다. 형사처벌 규정을 신설한 공정거래법 개정안은 2012년 2월 27일 국회를 통과하였으며, 2012년 6월부터 시행된다.

### 가격 담합
2012년 1월 12일, 공정거래위원회는 세탁기, 평판TV, 노트북 PC 등의 판매가격을 합의한 삼성전자와 LG전자에 446억4700만원의 과징금을 부과하였다. 공정위에 따르면 삼성전자와 LG전자는 2008년 7월부터 2009년 9월까지 수시로 만나 제품가격을 논의하고 생산중단 제품을 결정하는 등 치밀하게 담합을 실행해 왔다.
세탁기와 관련해서는 지난 2008년 10월 서울 서초구 인근 식당에서 만나 10kg짜리 전자동세탁기 최저가모델을 단종하고 드럼세탁기 소비자판매가격을 60만원 이상으로 책정하기로 담합하였다. 2009년 5월과 8월에도 유통망에 지급하는 장려금 또는 상품권을 10만원가량 축소하기로 합의해 가격을 맞춰왔다.
TV의 경우에도 2008년 7월부터 판촉경쟁 격화에 따른 가격 하락을 방지하기 위해 영등포 인근에서 모임을 갖고 보급형TV의 가격을 인상하고 장려금을 축소하기로 담합하였다.
노트북의 경우 2008년 7월 센트리노2가 탑재된 노트북PC 신규모델의 출시를 앞두고 서울 강남구 삼성동 코엑스내 커피숍과 용산전자상가 등에서의 모임을 통해 정보교환을 하면서 사전에 노트북 모델별 신제품 출시가격을 합의하였다.
또한 2008년 9월부터 10월까지 환율인상에 따른 적자를 만회하기 위해 정보를 교환하면서 노트북PC 가격을 인상하기로 합의했다. 실제로 당시 삼성은 두차례에 걸쳐 노트북 50개 제품의 가격을 8~28만원 올렸고, LG도 24개 제품 가격을 8만9000원~30만원 인상했다.
공정거래위원회는 삼성전자에 258억1400만원, LG전자에 188억3300만원의 과징을 부과하였다. 이는 자진신고자 감면제도를 적용해 원래보다 과징금이 낮아진 것으로 알려졌다.
2006년 미국 법무부는 DRAM 가격 담합 행위로 삼성전자에 대해 3억달러의 과징금을 부과하였다. DRAM 가격 담함행위에 대한 유죄 판결로 당시 이선우 삼성 DRAM 매니져에게는 25만달러 벌금과 8개월의 징역형을 판결 받게된다. 삼성전자에 대한 벌금 판결 금액은 미국 역사상 2번째로 큰 규모이고 1999년 이래로 가장큰 벌금 징수액이다.

## 사건 및 논란

### 노조설립 방해 및 부당해고 논란
2010년 11월 26일 삼성전자로부터 해고된 박종태는 자신이 사내 통신망을 통해 노조설립 필요성을 주장하는 글을 올렸다는 이유로 해고되었다고 주장하고 있다. 박종태는 2007년 11월 노사협의회 위원으로 뽑힌 뒤 활동하던 중 브라질과 러시아로 장기 출장을 가라는 회사의 지시에 대해 건강상의 이유 등을 들어 거부했고 그 뒤 회사는 2010년 7월 비어 있는 사무실에 혼자 앉아 있다 퇴근하는‘왕따 근무’를 한 달간 강요하였으며 그 스트레스를 이기지 못해 1달 동안 정신병원에 입원하기도 했다고 한다. 그러던 중 2010년 11월 3일 사내 전산망에 “삼성전자의 경직된 기업문화를 바꾸기 위해서는 법에 보장된 자주적이고 민주적인 노조를 건설하는 게 사원들의 권리를 지키고 인간답게 살아갈 수 있다는 결론에 도달하였다”는 내용의 글을 띄웠고 회사는 11월 26일 ‘업무지시 불이행, 허위사실 유포, 회사 명예실추’ 등의 이유를 들어 그를 해고했다고 한다. 이에 대해 삼성전자 측은 회사가 왕따를 시켜서 정신병원에 입원하였다는 것은 허위의 사실이며 해고 조치는 노조 문제와는 상관 없는 일이라며 회사의 정당한 업무지시를 따르지 않은 데 대한 책임을 물어 적법 절차를 거쳐 징계조치를 내린 것이라고 말하였다. 하지만 노동계는 이번 사건에 대해 사내 노조 결성을 저지하려는 삼성의 일관된 정책이 반영된 조처로 보고 있다. 법외노조인 삼성일반노조의 김성환 위원장은 2011년 7월 이후 복수노조 제도가 시행되면 노조 설립 기회가 많아지는 걸 앞두고 삼성이 문제 사원을 솎아내고 있는 것이라고 주장했다. 한편 박종태는 이 문제를 무마시키기 위해 2010년 12월 27일 해고무효 확인 소송을 제기하였다.

### 근로자 자살 사건
2011년 1월 11일 삼성전자 탕정공장에서 근무하던 김주현이 회사 기숙사에서 투신해 자살하였다. 삼성전자 근무 당시 김주현은 하루 12시간 이상의 장시간 근무에 시달렸다고 한다. 김씨는 과로와 스트레스로 인한 우울증 진단을 받고 2개월여의 병가 휴직을 얻었지만 2010년 1월 복직을 앞두고 불안증세를 보여 3개월 추가 치료가 필요하다는 진단서를 냈다고 한다. 하지만 이후 생산라인으로 복직이 결정되었다 하더라도 2011년 1월 11일 기숙사 13층에서 투신해 자살하였다. 유족들에 의하면 삼성전자 측은 사망 당일 유족들을 장례식장 근처의 모텔로 데리고 가서 금전적 보상을 제시하며 빠른 장례절차 진행을 종용하였으며, 장례가 지연되면 보상이 없다면서 회유를 하려했다고 한다. 하지만 유족들은 삼성전자 측에 공식 사과 등을 요구하였으며, 사건 발생 이후 3달 여만에 비공식 사과와 재발방지 대책을 수립한다는 합의가 이루어져 2011년 4월 17일에 장례식이 치러졌다.

### 유령집회 신고를 통한 집회방해
2011년 4월부터 9월까지 6개월 동안 삼성 15개 계열사 22개 사업장 정문 앞 집회 신고 현황에 대해 해당 경찰서에 정보공개청구를 한 결과와 삼성전자 수원사업장 등 17개 사업장이 신고한 집회는 실제 개최율이 0%인 것으로 나타났다. 이 가운데 10곳은 6개월 동안 매일 집회를 신고하고서 단 하루도 집회를 열지 않았다. 이들 사업장들은 대부분 백혈병·부당해고 등 사회적으로 논란이 된 사업장들이다. 해고노동자 박종태가 1인 시위를 벌이고 있는 삼성전자 수원사업장, 백혈병 산업재해를 법원이 인정한 삼성전자 기흥사업장을 비롯해 삼성전자 반도체공장인 화성사업장, 온양공장, 지난 7월 삼성 일반노조가 처음 탄생한 삼성에버랜드 등이 해당 사업장이다. 삼성전자 기숙사에서 투신자살한 김주현이 다니던 삼성전자 모바일 디스플레이 천안사업장에도 5월1일부터 9월30일까지 ‘교통사고 근절 임직원 안전운전 결의대회’ ‘환경의 날 기념 임직원 환경정화운동 결의대회'들이 회사쪽에서 신고되었지만 정작 해당 대회는 열리지 않은 것으로 확인됐다. 이에 대해 건강한노동세상 사무국장은 삼성이 집회의 자유라는 시민의 권리를 완전히 차단하고 있다고 비판하였다. 한편 삼성전자 관계자는 불법이나 편법을 저지르는 것은 아니라고 주장했지만 집회를 신고하고도 집회를 열지 않은 이유에 대해서는 답변하지 않았다.

### 반도체 공정 백혈병 논란
2007년 3월 삼성전자 기흥공장의 여성 근로자 황유미 씨가 급성 백혈병으로 사망하면서 백혈병 논란이 촉발되었다. 백혈병의 질환을 반도체 제조와 관련된 직업병으로 볼 것인지를 놓고 논란이 시작되었으며, 2008년 3월 시민단체 '반올림'(반도체 노동자의 건강과 인권 지킴이)이 발족하면서 분쟁은 본격화하였다.
이후 한국산업안전공단 산업안전보건연구원과 서울대 보건대학원 백도명 교수팀 등이 조사를 이어갔으며, 이런 가운데 삼성전자는 2012년 반올림 측에 대화를 제안하면서 '사과·보상·예방'을 둘러싼 양측의 기싸움이 오랫동안 벌어졌다. 2014년 4월에는 삼성전자 권오현 대표이사가 사과 기자회견을 열었다. 2014년 12월 조정위원회가 구성되어 2015년 7월 1차 조정권고안이 발표되었으나 합의에 실패하였으며, 같은 해 9월에는 삼성전자가 1천억 규모의 기금을 마련하고 자체 보상안을 내놓았으나 10월 반올림이 자체 보상안을 거부하였고 천막농성을 시작하였다.
한편 2014년에는 삼성전자 백혈병 발병 노동자 황유미와 그 가족의 이야기를 담은 영화 《또 하나의 약속》이 개봉되었다.
2018년 7월 24일, 반도체 공장 피해자를 대변하는 시민단체 '반올림'의 대표와 삼성전자 측 대표 양측은 조정위원회의 중재안을 무조건 수용하겠다는 내용에 서명했다. 이로써 11년 동안 있었던 삼성전자와 반도체 공장 백혈병 피해자 사이 분쟁은 사실상 종결되었다. 반올림 측은 다음날 해단식을 열고 삼성 서초사옥 앞 천막농성을 거두기로 하였다. 조정위는 9월 피해자 보상, 사과, 재발 방지, 사회공헌방안 등을 담은 중재안을 발표할 예정이다.

### 화성 공장 불산 가스 누출 사고
2013년 5월 2일 화성사업장에서 발생한 불산 가스(불화수소) 2차 누출사고 당시 공장 실내에 가득 찬 불산 가스를 대형 송풍기를 틀어 공장 밖으로 빼낸 사실이 경찰 조사에서 확인되었다.

### 삼성 갤럭시 노트 7 배터리 폭발 사고
2016년 8월 2일에 미국에서부터 공식 발표하였던 삼성 갤럭시 노트 7의 배터리(리튬이온 전지)가 그 당월 중으로부터 폭발 사고가 발생하였다며, 이 사고에 대한 책임을 대처하려는 삼성전자는 삼성 갤럭시 노트 7 판매를 공식 중단 조치를 내려 임시 대여폰 지급 서비스를 실시하였으며, 이 사고를 수습하기 위해 미국 연방항공청(FAA)이 전 세계의 항공기 기내에서 삼성 갤럭시 노트 7 사용 금지령을 내렸다. 9월 15일부터 미국 소비자제품안전위원회(CPSC)가 삼성 갤럭시 노트 7을 이용하다 폭발 사고 화상 피해에 입은 제품을 삼성의 이전 제품(구제품)이나 타사의 신/구제품으로의 리콜 혜택으로 실시하고 있다. 10월 11일에는 삼성 갤럭시 노트 7을 생산 중단하겠다는 최후의 결단을 내림으로써 결국 삼성 갤럭시 노트 7은 출시된 지 54일만에 역사 속으로 사라지게 되었다.

### 박근혜 정부에 뇌물 공여 의혹
2017년 2월 28일 박근혜 정부의 최순실 등 민간인에 의한 국정농단 의혹 사건 규명을 위한 특별검사는 이재용 삼성전자 부회장을 뇌물공여, 특정경제범죄가중처벌등에관한법률위반(횡령), 특정경제범죄가중처벌등에관한법률위반(재산국외도피), 범죄수익은닉의규제및처벌등에관한법률위반, 국회에서의증언·감정등에관한법률위반 혐의로 구속 기소, 박상진 삼성전자 사장(대한승마협회 회장)을 뇌물공여, 특정경제범죄가중처벌등에관한법률위반(횡령), 특정경제범죄가중처벌등에관한법률위반(재산국외도피), 범죄수익은닉의규제및처벌등에관한법률위반 혐의로 불구속 기소, 최지성 삼성전자 부회장(미래전략실장)을 뇌물공여, 특정경제범죄가중처벌등에관한법률위반(횡령), 특정경제범죄가중처벌등에관한법률위반(재산국외도피), 범죄수익은닉의규제및처벌등에관한법률위반 혐의로 불구속 기소, 장충기 삼성전자 사장(미래전략실 차장)을 뇌물공여, 특정경제범죄가중처벌등에관한법률위반(횡령), 특정경제범죄가중처벌등에관한법률위반(재산국외도피), 범죄수익은닉의규제및처벌등에관한법률위반 혐의로 불구속 기소, 황성수 삼성전자 전무(대한승마협회 부회장)를 뇌물공여, 특정경제범죄가중처벌등에관한법률위반(횡령), 특정경제범죄가중처벌등에관한법률위반(재산국외도피), 범죄수익은닉의규제및처벌등에관한법률위반 혐의로 불구속 기소하였다.
2017년 8월 25일 서울중앙지방법원 형사합의27부(부장판사 김진동)은 삼성 측이 박근혜 대통령의 측근인 최순실 측에게 72억원을 전달한 사실과 한국동계스포츠영재센터에 16억 원을 후원한 사실을 유죄로 인정해 이재용에게 징역 5년, 최지성에게 징역 4년, 장충기에게 징역 4년, 박상진에게 징역 3년에 집행유예 5년, 황성수에게 징역 2년에 집행유예 4년 등을 선고하였다. 불구속 상태였던 최지성과 장충기는 법정 구속되었다.
2018년 2월 5일 항소심 재판부인 서울고등법원 형사13부(재판장 정형식 부장판사)는 삼성 측이 코어스포츠와 용역계약을 통해 최순실 측에게 36억원을 전달한 혐의를 인정하여 이재용에게 징역 2년에 집행유예 4년, 최지성, 장충기, 박상진에게 징역 2년에 집행유예 3년, 황성수에게 징역 1년에 집행유예 2년 등을 선고하였다. 구속 중이었던 이재용, 최지성, 장충기는 석방되었다.

### 고용노동부의 삼성전자 기술 공개 논란
고용노동부가 삼성전자의 반도체 공장 작업환경측정 결과보고서를 국민 누구나 열람할 수 있도록 결정함에 따라 논란이 생겼다. 찬성 측에서는 인체의 안전을 강조하는 반면, 반대 측에서는 기술 유출을 우려하는 목소리가 나왔다.
고용노동부는 충남 아산시 탕정면에 위치한 삼성디스플레이 공장과 경기 용인·화성·평택 삼성전자 반도체 공장의 작업환경측정 보고서 공개를 결정하였다. 고용노동부 관계자는 "해당 보고서들은 인체에 해로운 작업을 하는 작업장의 유해인자 노출수준을 측정해 기록한 근로자 보건관리에 있어서 중요한 자료"라며 "설령, 해당정보가 기업의 경영·영업상의 비밀이더라도 '사업활동에 의해 발생하는 위해로부터 사람의 생명·신체 또는 건강을 보호하기 위해 공개할 필요가 있는 정보'는 공개돼야 한다고 판결난 바 있다"고 주장하였다.
반면 김기남 삼성전자 DS부문장(사장)은 "보고서엔 우리의 20년과 30년 노하우가 들어있다"며, "보고서를 공개하면 절대 안 된다"고 강한 어조로 토로하였다. 동종 업계 또한 우려하는 분위기가 감지되었다. 메모리반도체 사업이 주력인 A사 관계자는 "동종 업계로서 상황을 상당히 우려스럽게 바라보고 있다"며 "보고서가 제3자에게까지 공개되면 중국의 경쟁 업체가 볼 가능성이 있다"고 말했다. 또 다른 반도체 업체 B사 관계자도 "이 (업계) 바닥은 '총성 없는 전선'도 같다. 측정보고서엔 공정 순서와 공장 내부 배치도 등 기업 입장에서 대외비가 가득 담겨있다"며 "업체가 수년간 시행착오 끝에 축적한 노하우를 단시간에 빼앗길 상황에 놓인 것"이라고 강조하였다. 디스플레이 업체 C사 관계자는 "선례가 생겨 후폭풍을 대비해야 하는 상황"이라며 "정부가 의도치는 않았겠지만 중국 등 경쟁 업계에 정보를 떠먹여주는 격"이라고 하였다.
한편 고용노동부가 법 해석을 자의적으로 확대하였다는 의견도 있다. 고용노동부의 이번 정보 공개 결정은 2018년 2월 작업환경측정 보고서를 공개하도록 한 대전고등법원의 판결에 따른 것이다. 그러나 대전고법이 판결을 내린 곳은 온양사업장으로, 이번에 고용노동부가 정보공개를 결정한 기흥·화성·평택사업장과는 별개라는 지적이다. 삼성전자 관계자는 "온양은 반도체 후공정 공장으로 비교적 기술의 중요도가 떨어진다"며 "기흥·화성·평택 사업장은 3D 낸드플래시 등을 생산하는 최첨단 공장이 가동되는 곳으로 기술이 유출될 우려가 더 크다"고 전하였다.
그리고 공개를 결정한 고용노동부 정보공개심의회에 반도체 등 IT 전문가가 한 명도 포함되지 않은 것으로 확인됐다. 4월 19일 장석춘 자유한국당 의원이 고용부로부터 제출받은 '정보공개심의회 구성 현황'에 따르면, 작업환경측정 보고서 공개 결정을 내린 위원 총 26명 가운데 고용부 직원 13명과 산하 안전보건공단 4명 등 17명(65%)이 고용부와 산하기관 관계자인 것으로 나타났다. 나머지 9명은 법학 교수, 노무사, 반도체 등을 전공한 학계나 산업계 인사는 심의회에 없었다.
산업통상자원부는 2018년 4월 17일 삼성전자 반도체 공장의 작업환경측정 결과보고서에 국가핵심기술에 해당하는 내용이 일부 포함돼 있다는 결론을 내렸다. "2009~2017년도 화성, 평택, 기흥, 온양 사업장 작업환경측정보고서 일부 내용이 국가핵심기술인 30나노 이하 D램, 낸드플래시, AP 공정, 조립기술 등을 포함하고 있다"며 "공정명, 공정레이아웃, 화학물질(상품명), 월 사용량 등으로부터 핵심기술을 유추할 수 있다"고 밝혔다.
수원지방법원은 2018년 4월 19일 삼성전자가 고용노동부와 중부지방고용노동청, 경기지청장 등을 상대로 낸 집행정지 신청을 인용했다. 이 판결에 따라 '작업환경측정보고서'는 집행정지 신청의 본안 사건인 정보부분공개결정 취소 소송이 마무리될 때까지 공개되지 않는다. 보고서 공개 여부는 차후 행정소송(본안 소송) 결과에 따라 최종 결정된다.
중앙행정심판위원회는 2018년 7월 27일 삼성 측이 "고용노동부의 작업환경 측정결과 보고서 공개 결정을 취소해달라"고 제기한 행정심판을 일부 인용했다. 중앙행심위는 "국가핵심기술로 인정된 내용과 그에 준하는 것으로 법인의 경영·영업상 비밀에 관한 사항으로서 공개될 경우 정당한 이익을 현저히 해칠 우려가 있다고 인정되는 정보는 비공개하고 그 외 나머지는 공개한다"고 설명했다. 이날 중앙행심위가 정보공개가 적법하다고 결정한 부분도 고용부가 곧바로 공개하지는 못한다. 이미 법원에서 행정소송이 진행 중이고, 그 결과가 나올 때까지 정보공개를 정지해 달라는 가처분신청이 받아들여졌기 때문이다. 고용부는 행정심판에서 기각된 부분에 대해 행정소송에서도 '공개가 적법하다'는 확정판결이 나오면 해당 정보를 공개하게 된다.
또한 그 이외에 세월호 유가족을 조롱하는 단체에게 후원금을 주었다는 사실이 밝혀진적이 있다. (출처: MBCNEWS )

### GOS 사태
삼성전자가 출시한 갤럭시 S 시리즈에 깔려 있는 GOS(Game optimization service의 약자)가 게임으로 분류되는 애플리케이션의 성능(GPU 클럭 속도)을 저하시키면서 하드웨어 성능을 최대한으로 끌어올리는 벤치마크에서는 원래대로 되돌려 치팅을 인위적으로 했고, Geekbench에 의해 사실로 판명되어 벤치마크 성능 비교 리스트에서 제외되었다. 자세한 내용은 갤럭시 시리즈의 GOS 성능 조작 사건 참조.

## 직판점
- 삼성 딜라이트

## 스포츠 스폰서십
- 수원 삼성 블루윙즈
- 서울 삼성 썬더스
- 삼성 갤럭시
- 삼성전자 육상단
- 삼성전자 승마단
- 올림픽
- 패럴림픽
- 세계 수영 선수권 대회

## 같이 보기
- 이건희
- 삼성전자 빌딩
- Over the Horizon
- Samsung Experience
- One UI
- 삼성 DeX
- 빅스비
- 스마트싱스
- 삼성전자서비스
- 삼성 페이
- 삼성 그룹
- LG전자
- SK하이닉스

### 해외 외부 링크

#### Africa
- 삼성전자 아프리카(영어)
- 삼성전자 아프리카(프랑스어)
- 삼성전자 아프리카(포르투갈어)
- 삼성전자 북아프리카
- 삼성전자 이집트
- 삼성전자 남아프리카 공화국

#### Asia·Pacific
- 삼성전자 호주
- 삼성전자 중국
- 삼성전자 홍콩(중국어)
- 삼성전자 홍콩(영어)
- 삼성전자 인도
- 삼성전자 인도네시아
- 삼성전자 일본
- 삼성전자 대한민국
- 삼성전자 말레이시아
- 삼성전자 미얀마
- 삼성전자 뉴질랜드
- 삼성전자 필리핀
- 삼성전자 싱가포르
- 삼성전자 대만
- 삼성전자 태국
- 삼성전자 베트남

#### Europe
- 삼성전자 알바니아
- 삼성전자 오스트리아
- 삼성전자 벨기에(네덜란드어)
- 삼성전자 벨기에(프랑스어)
- 삼성전자 불가리아
- 삼성전자 크로아티아
- 삼성전자 체코
- 삼성전자 덴마크
- 삼성전자 에스토니아
- 삼성전자 핀란드
- 삼성전자 프랑스
- 삼성전자 독일
- 삼성전자 그리스
- 삼성전자 헝가리
- 삼성전자 아일랜드
- 삼성전자 이스라엘
- 삼성전자 이탈리아
- 삼성전자 카자흐스탄(카자흐어)
- 삼성전자 카자흐스탄(러시아어)
- 삼성전자 라트비아
- 삼성전자 리투아니아
- 삼성전자 네덜란드
- 삼성전자 노르웨이
- 삼성전자 북마케도니아
- 삼성전자 폴란드
- 삼성전자 포르투갈
- 삼성전자 루마니아
- 삼성전자 러시아
- 삼성전자 세르비아
- 삼성전자 슬로바키아
- 삼성전자 슬로베니아
- 삼성전자 스페인
- 삼성전자 스웨덴
- 삼성전자 스위스(독일어)
- 삼성전자 스위스(프랑스어)
- 삼성전자 튀르키예
- 삼성전자 우크라이나(우크라이나어)
- 삼성전자 우크라이나(러시아어)
- 삼성전자 영국
- 삼성전자 우즈베키스탄

#### Latin America
- 삼성전자 라틴 아메리카(스페인어)
- 삼성전자 라틴 아메리카(영어)
- 삼성전자 아르헨티나
- 삼성전자 브라질
- 삼성전자 칠레
- 삼성전자 콜롬비아
- 삼성전자 멕시코
- 삼성전자 페루
- 삼성전자 파라과이
- 삼성전자 우루과이

#### Middle East
- 삼성전자 아랍(영어)
- 삼성전자 아랍(아랍어)
- 삼성전자 레반트(영어)
- 삼성전자 레반트(아랍어)
- 삼성전자 이란
- 삼성전자 파키스탄
- 삼성전자 사우디아라비아(아랍어)
- 삼성전자 사우디아라비아(영어)

#### North America
- 삼성전자 캐나다(영어)
- 삼성전자 캐나다(프랑스어)
- 삼성전자 미국